# جان بکستر
جان بکستر (John Baxter) (زادهٔ ۵ مارس ۱۸۱۹ – درگذشتهٔ ۲ آوریل ۱۸۸۶)، وکیل و حقوقدان آمریکایی بود که از سال ۱۸۷۷ تا ۱۸۸۶، به عنوان قاضی مداری ایالات متحده در حوزهٔ ششم خدمت کرد. او پیشتر عضو حزب ویگ و در چندین دوره در مجلس عوام کارولینای شمالی خدمت کرده بود، از جمله پیش از نقل مکان به ناکسویل، ایالت تنسی برای امور وکالت، در یک دوره رئیس این مجلس بود.
بکستر در آستانهٔ جنگ داخلی آمریکا با موضوع تجزیه طلبی به مخالفت پرداخت و نماینده‌ای در اجلاس تنسی شرقی بود که درصدد ایجاد ایالتی مجزا و همسو با اتحادیه در تنسی شرقی برآمد. او بعدها به خاطر دفاع از اعضای اتحادیه که در دادگاه‌های کنفدراسیون متهم شده بودند، سوگند وفاداری به کنفدراسیون خورد. او در زمان جنگ از چندین عضو شرکت‌کننده در توطئهٔ آتش‌زدن پل تنسی شرقی و حادثهٔ تعقیب بزرگ لوکوموتیو دفاع کرد. بکستر در سپتامبر ۱۸۶۱، در انتخابات کنگرهٔ کنفدراسیون شکست خورد. در اواسط سال ۱۸۶۲، او دوباره حامی اتحادیه شد.
بکستر در سال ۱۸۶۴، از نامزد دموکرات ریاست‌جمهوری، جورج بی مک‌کللن حمایت کرد، اما در نهایت به حزب جمهوری‌خواه پیوست. در سال ۱۸۷۰، او نماینده‌ای در کنگرهٔ قانون اساسی ایالتی بود که قانون اساسی فعلی ایالت تنسی را تدوین کرد.

## اوایل زندگی
بکستر، پسر ویلیام و کاترین (لی) بکستر، در شهرستان رادرفورد، ایالت کارولینای شمالی چشم به جهان گشود. پدرش، ویلیام، کشاورزی «مقتصد و ثروتمند» توصیف شده که در سال ۱۷۸۹ از ایرلند شمالی مهاجرت کرده بود. جان در ابتدا به عنوان تاجر در کارولینای جنوبی مشغول به کار شد، اما از آن رضایت نداشت، از این‌رو، به خواندن حقوق روی آورد و در سال ۱۸۴۱، در کانون هیئت وکلا پذیرفته شد. او در آغاز در شهرستان رادرفورد به حرفهٔ وکالت مشغول شد و سپس در سال ۱۸۴۵، به شهرستان هندرسون، ایالت کارولینای شمالی نقل مکان کرد.
بکستر از لحاظ سیاسی با حزب در حال رشد ویگ همسو بود. در سال ۱۸۴۴، او عضو هیئت گزینش نامزد ریاست‌جمهوری، هنری کلی بود. فعالیت‌های سیاسی او شامل ده سال خدمت به عنوان عضو مجلس شورای ایالتی کارولینای شمالی بود که به سه دورهٔ مجزا تقسیم می‌شد. اولین دوره از سال ۱۸۴۲ تا ۱۸۴۳، به نمایندگی از شهرستان رادرفورد، سپس از سال ۱۸۴۶ تا ۱۸۴۸ و در نهایت از سال ۱۸۵۲ تا ۱۸۵۷، به نمایندگی از شهرستان هندرسون بود. او رئیس مجلس در سال ۱۸۵۲ بود.
بکستر در پایان آخرین دورهٔ خود در مجلس، در صدد جستجوی فرصت‌های بیشتر، در آنسوی کارولینای شمالی غربی برآمد. به توصیهٔ الیور پری تمپل، وکیل و عضو حزب ویگ، بکستر به ناکسویل، ایالت تنسی که در دامنهٔ کوه‌های گریت اسموکی قرار داشت، نقل مکان کرد. تمپل بعدها یادآور شد که اولین مباحثهٔ بکستر در دادگاه ناکسویل «آنقدر سلیس و مستدل بود که او را بی‌درنگ به یکی از رهبران کانون هیئت وکلای ناکسویل تبدیل کرد».
تمپل در توصیف شیوهٔ اجرای دادگاه‌های بکستر اظهار داشت که او بی‌درنگ از حقایق کلیدی پرونده استفاده کرده و نکات جزئی یا بی‌اهمیت را نادیده می‌گرفت. او تنها در صورتی تسلیم رویهٔ قضایی می‌شد که به حمایت و تأیید پرونده‌اش کمک می‌کرد. تمپل نوشته‌است، اگرچه بکستر چندان اهل کتاب و مطالعه نبود، با این حال، از قوهٔ درک «چشمگیری» برخوردار بود که «نکته‌سنج و منطقی» بود. با شروع جنگ داخلی، درآمد بکستر از وکالت، او را به یکی از ثروتمندترین مردان ناکسویل تبدیل کرد.

## جنگ داخلی
در فوریه ۱۸۶۱، بکستر یکی از نامزدهای حامی اتحاد شهرستان ناکس برای رسیدگی به طرح پیشنهاد تجزیه طلبی در نشست ایالتی بود. او به همراه تمپل و رهبران سابق حزب ویگ از جمله ویلیام جی براونلو، هورس مینارد و جان ندرلند، برای جلب حمایت از موضوع اتحاد، در این منطقه فعالیت کردند. تمپل بعدها نوشت که هیچ‌کس در تنسی به اندازهٔ بکستر «رفتاری تند و تیز در محکومیت موضوع تجزیه طلبی و رهبران آن نداشت».
در ژوئن ۱۸۶۱، در جلسهٔ اجلاس تنسی شرقی در گرینویل، بکستر به همراه تمپل، براونلو و مینارد از نمایندگان شهرستان ناکس بودند. این اجلاس که دقیقاً بعد از آنکه تنسی به جدایی رأی داد، تشکیل شد، از کنگرهٔ ایالتی درخواست کرد که به تنسی شرقی اجازه دهد تا از ایالت تنسی جدا شده و ایالتی مجزا و همسو با اتحادیه تشکیل دهد. بکستر در برابر تعدادی از قطعنامه‌های پیشنهادی از سوی توماس ای آر نلسون زبان به اعتراض گشود که تهدید می‌کرد، در صورت رد درخواست‌های این اجلاس از سوی کنگره، متوسل به زور خواهد شد. بکستر از قطعنامه‌های مطرح‌شده از سوی تمپل که مسالمت‌آمیزتر بودند، حمایت کرد که در نهایت به تصویب رسیدند.
در ژوئن ۱۸۶۲، تمپل و بکستر از دوازده سرباز اتحادیه به دلیل شرکت در عملیات چریکی معروف به «تعقیب بزرگ لوکوموتیو» یا یورش اندروز، در دادگاه نظامی در ناکسویل دفاع کردند. از این دوازده نفر، هفت نفر پیش از انتقال زندانیان به چاتانوگا، محاکمه شدند. تمپل و بکستر ادعا کردند که این مهاجمان در اصل از نفرات ارتش اتحادیه بودند، نه جاسوس یا خرابکار، از این رو باید همانند اسیر جنگی با آنها رفتار شود. هر هفت نفر آنها مجرم شناخته شده و به اعدام محکوم گشتند.
زمانی که نیروهای اتحادیه در سپتامبر ۱۸۶۳، ناکسویل را اشغال کردند، بکستر به عنوان هوادار اتحادیه، عضو انجمن پشتیبانی تنسی شرقی شد که به اعضای اتحادیه که از سوی کنفدراسیون آسیب دیده بودند، کمک می‌کرد. بکستر در انتخابات ریاست‌جمهوری سال ۱۸۶۴، با اعلامیهٔ آزادی بردگان از سوی لینکلن مخالفت و از جورج بی مک‌کلن حمایت کرد. این موضوع، خشم براونلو را که با جمهوری‌خواهان رادیکال همسو شده بود، برانگیخت و هر دو نفر آنها در طی سال‌های بعد، در ستون‌های روزنامه، یکدیگر را مورد انتقاد شدید قرار می‌دادند.

## فعالیت‌های پس از جنگ
پس از جنگ، بکستر به آماده‌سازی درخواست عفو برای مؤتلفین سابق کمک کرد. هرچند، در همان زمان، او برای برکناری اعضای مؤتلفین سابق از هیئت امنای دانشگاه تنسی شرقی تلاش می‌کرد.
در ژانویه ۱۸۷۰، بکستر نمایندهٔ شهرستان ناکس در کنگره شد که این کنگره، قانون اساسی فعلی ایالت تنسی را بنا نهاد. بکستر در این کنگره، هم رئیس کمیتهٔ منشور حقوق و هم کمیتهٔ استیضاح بود و در کمیته‌های قوانین پایدار، مدارس دولتی و نظام قضایی خدمت کرد. کمیتهٔ منشور حقوق، بند اول (اعلامیهٔ حقوق) قانون اساسی را تدوین کرد. بکستر مادهٔ الحاقی برای تعیین مالیات ثابت سرانه را پیشنهاد داد.
در سال ۱۸۷۲، بکستر از حزب جمهوری‌خواه لیبرال حمایت کرد. هرچند با حمایت از رادرفورد بی هیز برای ریاست جمهوری در سال ۱۸۷۶، با حزب اصلی جمهوری‌خواه همسو شد.

## وفات
بکستر در ۲ آوریل ۱۸۸۶، در هات اسپرینگز، ایالت آرکانزاس درگذشت و در گورستان اولد گری در ناکسویل به خاک سپرده شد.

## خانواده
برادر بکستر، الیشا بکستر، از سال ۱۸۷۲ تا ۱۸۷۴، فرماندار آرکانزاس بود. پسرش، لوئیس تی بکستر (زادهٔ ۱۸۵۲- درگذشتهٔ ۱۹۲۷)، تاجری سرشناس در نشویل و کاندیدی شکست‌خورده در انتخابات فرمانداری تنسی در سال ۱۸۹۰ بود. پسر دیگرش، جورج دبلیو بکستر (زادهٔ ۱۸۵۵- درگذشتهٔ ۱۹۲۹)، برای مدت کوتاهی در سال ۱۸۸۶ به عنوان فرماندار محلی وایومینگ خدمت کرد. بکستر چهار بار ازدواج کرد.